# Raïon de Bikine
Le raïon de Bikine (en russe : Бики́нский райо́н, Bikinsky raïon) est une subdivision administrative (raïon) et une municipalité (raïon municipal) du kraï de Khabarovsk, en Russie. Le raïon fait partie de la région d'Extrême-Orient russe. Son centre administratif est la ville de Bikine, et il compte en tout 12 localités, réparties dans 9 municipalités. Sa population s'élevait à 21 445 habitants en 2023.